# Teixeira Soares
Teixeira Soares ist ein brasilianisches Munizip im Südosten des Bundesstaats Paraná. Es hat 9.547 Einwohner (2022), die sich Teixeira-Soarenser nennen. Seine Fläche beträgt 903 km². Es liegt 912 Meter über dem Meeresspiegel.

## Etymologie
Der Name stammt von dem Ingenieur João Teixeira Soares aus Minas Gerais, der den Bau der Estrada de Ferro São Paulo-Rio Grande leitete.

## Geschichte

### Besiedlung
Die ersten regelmäßigen europäischen Eindringlinge in das Gebiet der heutigen Gemeinde Teixeira Soares waren in der zweiten Hälfte des 19. Jahrhunderts Tropeiros, die auf der Estrada da Mata (deutsch: Urwaldstraße) vom Süden Paranás nach Ponta Grossa die Gegend durchquerten.
Der erste Einwohner des Ortes war João Augusto aus São Paulo, der 1890 hierher kam, gefolgt von seinem Landsmann João Bernardes. Im Jahr 1896 kamen Horácio Nunes und Joaquim Neves in die Stadt. Zu dieser Zeit  war die Eisenbahnlinie São Paulo-Rio Grande schon im Bau.
Die ersten Bewohner ließen sich im Ort Boa Vista (so war der erste Name des Dorfes) nieder. Da sie wussten, dass der Bau der Eisenbahn durch das Dorf ein wichtiger Faktor für den Fortschritt sein würde, boten sie Land für den Bau des Bahnhofs an. 
Der Bahnhof wurde am 1. Januar 1900 eingeweiht und erhielt den Namen Teixeira Soares, zu Ehren des Erbauers der Eisenbahnlinie, des Ingenieurs Dr. João Teixeira Soares. Von diesem Zeitpunkt an wurde die Stadt auch Teixeira Soares genannt. 
In der Folge durchlief der Ort mehrere Wirtschaftskreisläufe. Dazu gehörten der Holzeinschlag, die Yerba Mate, die Viehzucht und die Landwirtschaft.

### Erhebung zum Munizip
Teixeira Soares wurde durch das Staatsgesetz Nr. 1696 vom 26. März 1917 aus Ponta Grossa ausgegliedert und in den Rang eines Munizips erhoben. Es wurde am 14. Juli 1917 als Munizip installiert.

## Geografie

### Fläche und Lage
Teixeira Soares liegt auf dem Segundo Planalto Paranaense (der Zweiten oder Ponta-Grossa-Hochebene von Paraná). Seine Fläche beträgt 903 km². Es liegt auf einer Höhe von 912 Metern.

### Vegetation
Das Biom von Teixeira Soares ist Mata Atlântica.

### Klima
Das Klima ist gemäßigt warm. Es werden hohe Niederschlagsmengen verzeichnet (1474 mm pro Jahr). Die Klimaklassifikation nach Köppen und Geiger lautet Cfb. Im Jahresdurchschnitt liegt die Temperatur bei 18,2 °C.

### Gewässer
Teixeira Soares liegt im Einzugsgebiet des Tibají, der das Munizip im Nordosten begrenzt. Der Rio Imbituva fließt entlang der westlichen und der nördlichen Grenze zum Tibají. Der Rio Guaraúna bildet bis zu seiner Mündung in den Tibají die östliche Grenze des Munizips.

### Straßen
Teixeira Soares liegt an der PR-438 von Ponta Grossa nach Irati. Durch den Süden des Munizips verläuft die BR-277. 

### Eisenbahn
Das Munizip wird von der Eisenbahnlinie Estrada de Ferro São Paulo-Rio Grande im Abschnitt von Ponta Grossa nach Irati durchquert.

### Nachbarmunizipien
| Imbituva           | Ipiranga                                    | Ponta Grossa |
|                    | Kompassrose, die auf Nachbargemeinden zeigt | Palmeira     |
| Fernandes Pinheiro |                                             |              |

## Stadtverwaltung
Bürgermeister: Lucinei Carlos Thomaz, PSD (2021–2024)
Vizebürgermeisterin: Juliana Belinoski, PSL (2021–2024)

## Demografie

### Bevölkerungsentwicklung
| Jahr | Einwohner | Stadt | Land |
| ---- | --------- | ----- | ---- |
| 1920 | 4.250     |       |      |
| 1940 | 14.406    | 23 %  | 77 % |
| 1950 | 14.011    | 21 %  | 79 % |
| 1960 | 11.624    | 23 %  | 77 % |
| 1970 | 12.879    | 20 %  | 80 % |
| 1980 | 12.886    | 24 %  | 76 % |
| 1991 | 14.021    | 32 %  | 68 % |
| 2000 | 8.192     | 46 %  | 54 % |
| 2010 | 10.283    | 47 %  | 53 % |
| 2022 | 9.547     |       |      |

Quelle: IBGE, bis 2010: Volkszählungen und Volkszählung 2022

### Ethnische Zusammensetzung
| Gruppe * | 1991    | 2000    | 2010    | wer sich als …                                                                   |
| --- | ------- | ------- | ------- | -------------------------------------------------------------------------------- |
| Weiße | 78,2 %  | 79,3 %  | 72,3 %  | weiß bezeichnet                                                                  |
| Schwarze | 1,0 %   | 1,4 %   | 1,4 %   | schwarz bezeichnet                                                               |
| Gelbe | 0,0 %   | 0,0 %   | 0,2 %   | von fernöstlicher Herkunft wie japanisch, chinesisch, koreanisch etc. bezeichnet |
| Braune | 20,3 %  | 17,6 %  | 25,8 %  | braun oder als Mischung aus mehreren Gruppen bezeichnet                          |
| Indigene | 0,0 %   | 0,0 %   | 0,3 %   | Ureinwohner oder Indio bezeichnet                                                |
| ohne Angabe | 0,5 %   | 1,7 %   | 0,0 %   |                                                                                  |
| Gesamt | 100,0 % | 100,0 % | 100,0 % |                                                                                  |
| *) Das IBGE verwendet für Volkszählungen ausschließlich diese fünf Gruppen. Es verzichtet bewusst auf Erläuterungen. Die Zugehörigkeit wird vom Einwohner selbst festgelegt. |         |         |         |                                                                                  |

Quelle: IBGE (Stand: 1991, 2000 und 2010)